# Corynoptera dividospica
Corynoptera dividospica är en tvåvingeart som beskrevs av Werner Mohrig 1999. Corynoptera dividospica ingår i släktet Corynoptera och familjen sorgmyggor. Inga underarter finns listade i Catalogue of Life.